# Myrcia altomontana
Myrcia altomontana là một loài thực vật có hoa trong Họ Đào kim nương.